# Inés Ayala Sender

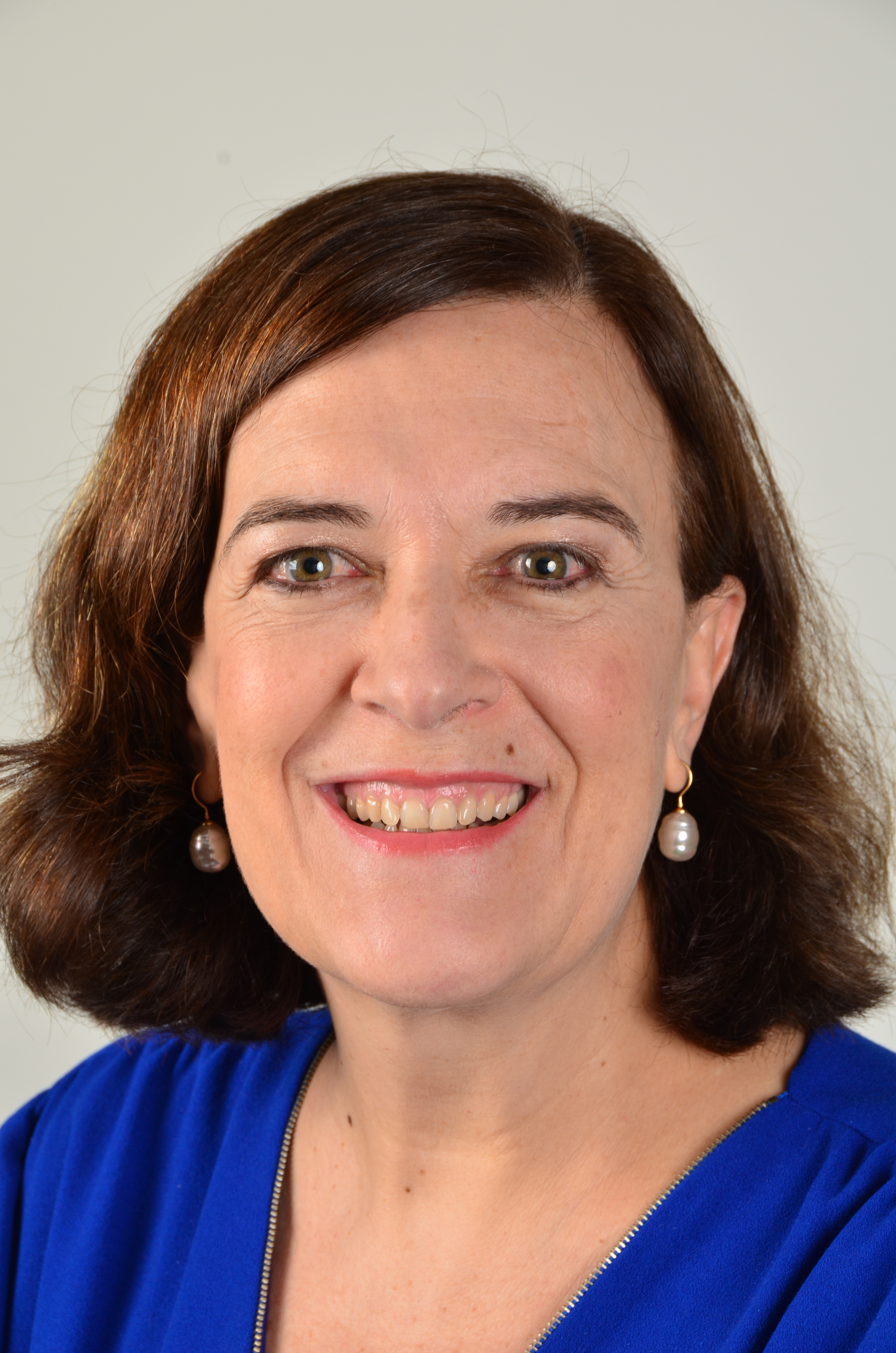
Inés Ayala Sender (2014)

Inés Ayala Sender (* 28. März 1957 in Saragossa; † 25. Juli 2024) war eine spanische Hochschullehrerin und Politikerin der sozialistischen Partei PSOE. Sie war von 2004 bis 2019 Mitglied des Europäischen Parlaments.

## Akademische Laufbahn
Inés Ayala studierte von 1975 bis 1982 Hispanistik und Anglistik an der Universität Saragossa, wo sie von 1980 bis 1990 auch als Dozentin für spanische Literatur tätig war. Von 1994 bis 1995 studierte sie ebenfalls in Saragossa Rechtswissenschaft, 1995 bis 1997 absolvierte sie ein Postgraduiertenstudium in nachhaltiger Entwicklung an der Université Libre de Bruxelles. 2002 bis 2004 schließlich folgte noch ein Studium auf Lehramt für das Fach Spanisch als Fremdsprache an der Universidad de Alcalá de Henares.

## Politische Laufbahn
Nach ihrem Beitritt zur PSOE war Ayala 1984 bis 1985 Mitglied im Vorstand des Regionalverbands der Partei in Aragonien, wo sie für Frauenfragen zuständig war. Von 1989 bis 1990 koordinierte sie die Leitung der PSOE-nahen Gewerkschaft UGT in Asturien, danach war sie bis 1994 in der spanienweiten UGT-Leitung Referentin für Sozialarbeit. Von 1990 bis 1995 war sie Vorsitzende der Arbeitsgruppe des spanischen Wirtschafts- und Sozialausschusses, die ein Weißbuch über die spanische Industrie erarbeitete.
Außerdem arbeitete sie 1990 bis 1994 beim Europäischen Wirtschafts- und Sozialausschuss als Sachverständige für den Kampf gegen soziale Ausgrenzung. 1995 bis 1997 war sie Sachverständige in der Generaldirektion Umwelt bei der Europäischen Kommission, anschließend bis 2004 politische Beraterin der Fraktion der Sozialdemokratischen Partei Europas (SPE) in verschiedenen Ausschüssen und Delegationen des Europäischen Parlaments.
Bei den Europawahlen 2004, 2009 und 2014 wurde Ayala selbst als Parlamentarierin gewählt. Sie gehörte der sozialdemokratischen Fraktion S&D an und war Mitglied im Ausschuss für Verkehr und Fremdenverkehr und im Ausschuss für Haushaltskontrolle. Von 2004 bis 2009 war sie zudem Mitglied im Petitionsausschuss.
Von 2009 bis 2019 war Ayala Mitglied im Haushaltskontrollausschuss, im Ausschuss für Verkehr und Fremdenverkehr und in der Delegation in der Parlamentarischen Versammlung der Union für den Mittelmeerraum sowie bis 2017 in der Delegation für die Beziehungen zu den Ländern Mittelamerikas. Von 2017 bis 2019 war sie Vorsitzende der Delegation für die Beziehungen zu den Maghreb-Ländern und der Union des Arabischen Maghreb sowie Vorsitzende der Konferenz der Delegationsvorsitze.
Von 2019 bis 2023 gehörte sie dem Stadtrat von Saragossa an. Seit Januar 2021 bekleidete Ines Ayala Sender die Position der Europäischen Koordinatorin für die Entwicklung des TEN-V-Kernnetzkorridors „Rhein-Donau“.

## Tod
Inés Ayala Sender verstarb im Juli 2024 im Alter von 67 Jahren.